# امپراتوری دوم مکزیک
امپراتوری دوم مکزیک (اسپانیایی: Segundo Imperio Mexicano)، رسماً امپراتوری مکزیک (به اسپانیایی: Imperio Mexicano)، یک سلطنت مشروطه بود که در مکزیک به عنوان یک دولت متکی به امپراتوری دوم فرانسه در طی مداخله دوم فرانسه در مکزیک تأسیس شد. امپراتور ناپلئون سوم فرانسه، با حمایت محافظه کاران و اشراف مکزیکی سلطنت طلب یک متحد سلطنتی برای خود در قاره آمریکا ایجاد کرد که هدف آن مهار قدرت و جلوگیری از روند رو به رشد ایالات متحده بود. آرشیدوک اتریشی فردیناند ماکسیمیلیان، از خاندان هابسبورگ-لورن، که اجدادش قبلاً بر مکزیک حکومت می‌کردند به عنوان امپراتوری انتخاب شد. همسر و ملکه هم‌نشین او در مکزیک، شاهزاده بلژیکی شارلوتی (Charlotte) از خاندان ساکس کوبرگ و گوتا، معروف به «کارلوتا» بود.
محافظه کاران مکزیکی، از جمله بسیاری از اشراف مکزیکی، نقشی در تحریک تولد دوباره امپراتوری ایفا کرده بودند و عنصری از جنگ داخلی را به مداخله فرانسه اضافه کردند. امپریالیست‌ها توانستند کنترل بیشتر کشور را به دست آورند، اما حامیان جمهوری فدرال دوم مکزیک به جنگ علیه امپراتوری ادامه دادند. در طول سلطنت کوتاه ماکسیمیلیان، آرمان‌های لیبرال او را از حامیان محافظه کار خود دور کرد، اما او حمایت محدودی از لیبرال‌های میانه‌رو به دست آورد و تلاش کرد اصلاحات گسترده‌ای را برای مکزیک به تصویب برساند.

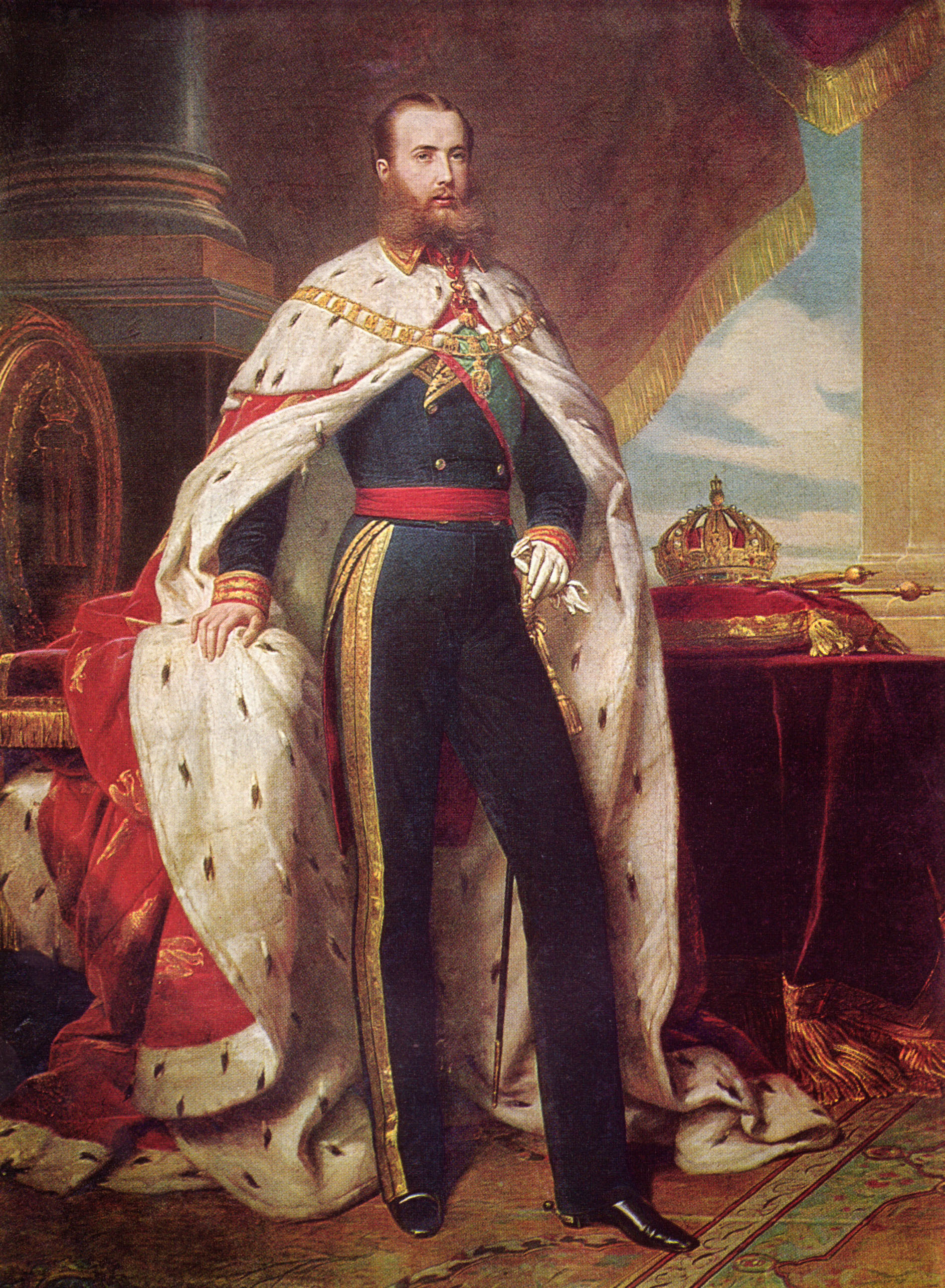
ماکسیمیلیان یکم از مکزیک اثر وینترهالتر، ۱۸۶۴. این پرتره در قلعه چیولتپک آویزان است.

نیروهای فرانسوی در سال ۱۸۶۶ پس از اینکه جنگ را غیرقابل پیروزی دانستند و به دلیل اولویت پرداختن به پروس پیروز در جنگ اتریش و پروس، شروع به عقب‌نشینی کردند. ایالات متحده از به رسمیت شناختن امپراتوری امتناع کرد و پس از پایان جنگ داخلی خود در سال ۱۸۶۵، شروع به پشتیبانی از نیروهای جمهوری مکزیکی کرد و این امپراتوری در ۱۹ ژوئن ۱۸۶۷ هنگامی که ماکسیمیلیان به همراه دو ژنرال برجسته مکزیکی خود، مجیا (Mejía) و میرامون (توسط دولت جمهوری مکزیک) اعدام شدند، به پایان رسید.